# Stenostephanus crenulatus
Stenostephanus crenulatus är en akantusväxtart som först beskrevs av Nathaniel Lord Britton och Henry Hurd Rusby, och fick sitt nu gällande namn av D.C. Wasshausen. Stenostephanus crenulatus ingår i släktet Stenostephanus och familjen akantusväxter. Utöver nominatformen finns också underarten S. c. longiflorus.